# 自発的革命
自発的革命または自然発生的革命（英：revolutionary spontaneity, spontaneism）とは、社会主義や共産主義の用語で、社会革命は人物や政党による指導や援助が無くても、下から（労働者階級から）自発的または自然発生的に起こりうる、あるいは起きる筈だと考え、そのため人物や政党が革命を扇動する必要が無い、あるいはすべきでない、という信念の傾向である。

## 概要
ウラジーミル・レーニンは1902年の『何をなすべきか』で自発的革命を、規律あるマルクス主義の政治思想の特徴をはぎとり、任意で効果がないものにしてしまう危険な修正主義の概念であると激しく批判した。1919年のドイツ革命の期間に資本主義の転覆を試みたローザ・ルクセンブルクやスパルタクス団は、第一次世界大戦後のレーニンの攻撃の主要な目標となった。
しかし自発的革命論は、権威主義的な前衛党による指導を否定する面ではアナキズムと、その一党独裁を否定する面ではルクセンブルク主義と、ボトムアップの革命という面ではオートノミズムや評議会共産主義などとも関連があり、左翼共産主義での一概念ともなっている。
自発的革命は、第三インターナショナルの「民主集中制」に反対する理論であり続け、1970年代のオートノミズム運動で普及した。その影響は現在のアルテルモンディアリスム運動のいくつかの部分でも影響が見られる。

## 参照
1. ↑   What Is To Be Done? Ch. 2:The Spontaneity of the Masses and the Consciousness of the Social Democrats